# Varennes-sur-Morge
Pour les articles homonymes, voir Varennes.
Varennes-sur-Morge est une commune française située dans le département du Puy-de-Dôme, en région Auvergne-Rhône-Alpes. Elle fait partie de l'aire d'attraction de Clermont-Ferrand.

## Géographie

### Localisation
Varennes-sur-Morge est située au nord du département du Puy-de-Dôme, à 5,8 km au nord-ouest d'Ennezat, 8,1 km au nord-est du chef-lieu d'arrondissement Riom, 9,1 km au sud du bureau centralisateur de canton Aigueperse et à 19,7 km du chef-lieu du département Clermont-Ferrand, à vol d'oiseau.
Six communes sont limitrophes :
|                               | Le Cheix           | Sardon            |
| Chambaron-sur-Morge (Cellule) | Varennes-sur-Morge | Martres-sur-Morge |
| Pessat-Villeneuve             | Clerlande          |                   |

### Hydrographie
La commune est traversée par la Morge.

### Climat
Pour des articles plus généraux, voir Climat d'Auvergne-Rhône-Alpes et Climat du Puy-de-Dôme.
En 2010, le climat de la commune est de type climat océanique dégradé des plaines du Centre et du Nord, selon une étude du Centre national de la recherche scientifique s'appuyant sur une série de données couvrant la période 1971-2000. En 2020, Météo-France publie une typologie des climats de la France métropolitaine dans laquelle la commune est exposée à un climat de montagne ou de marges de montagne et est dans la région climatique  Nord-est du Massif Central, caractérisée par une pluviométrie annuelle de 800 à 1 200 mm, bien répartie dans l’année. 
Pour la période 1971-2000, la température annuelle moyenne est de 11 °C, avec une amplitude thermique annuelle de 16,3 °C. Le cumul annuel moyen de précipitations est de 657 mm, avec 8,8 jours de précipitations en janvier et 6,9 jours en juillet. Pour la période 1991-2020, la température moyenne annuelle observée sur la station météorologique de Météo-France la plus proche, « Charmes_sapc », sur la commune de Charmes à 16 km à vol d'oiseau, est de 11,9 °C et le cumul annuel moyen de précipitations est de 675,4 mm,. Pour l'avenir, les paramètres climatiques de la commune estimés pour 2050 selon différents scénarios d'émission de gaz à effet de serre sont consultables sur un site dédié publié par Météo-France en novembre 2022.

## Urbanisme

### Typologie
Au 1er janvier 2024, Varennes-sur-Morge est catégorisée commune rurale à habitat dispersé, selon la nouvelle grille communale de densité à sept niveaux définie par l'Insee en 2022.
Elle est située hors unité urbaine. Par ailleurs la commune fait partie de l'aire d'attraction de Clermont-Ferrand, dont elle est une commune de la couronne,. Cette aire, qui regroupe 209 communes, est catégorisée dans les aires de 200 000 à moins de 700 000 habitants,.

### Occupation des sols
L'occupation des sols de la commune, telle qu'elle ressort de la base de données européenne d’occupation biophysique des sols Corine Land Cover (CLC), est marquée par l'importance des territoires agricoles (93,4 % en 2018), une proportion identique à celle de 1990 (93,4 %). La répartition détaillée en 2018 est la suivante : terres arables (82,4 %), prairies (7,3 %), zones urbanisées (5,9 %), zones agricoles hétérogènes (3,7 %), forêts (0,8 %). L'évolution de l’occupation des sols de la commune et de ses infrastructures peut être observée sur les différentes représentations cartographiques du territoire : la carte de Cassini (XVIIIe siècle), la carte d'état-major (1820-1866) et les cartes ou photos aériennes de l'IGN pour la période actuelle (1950 à aujourd'hui).

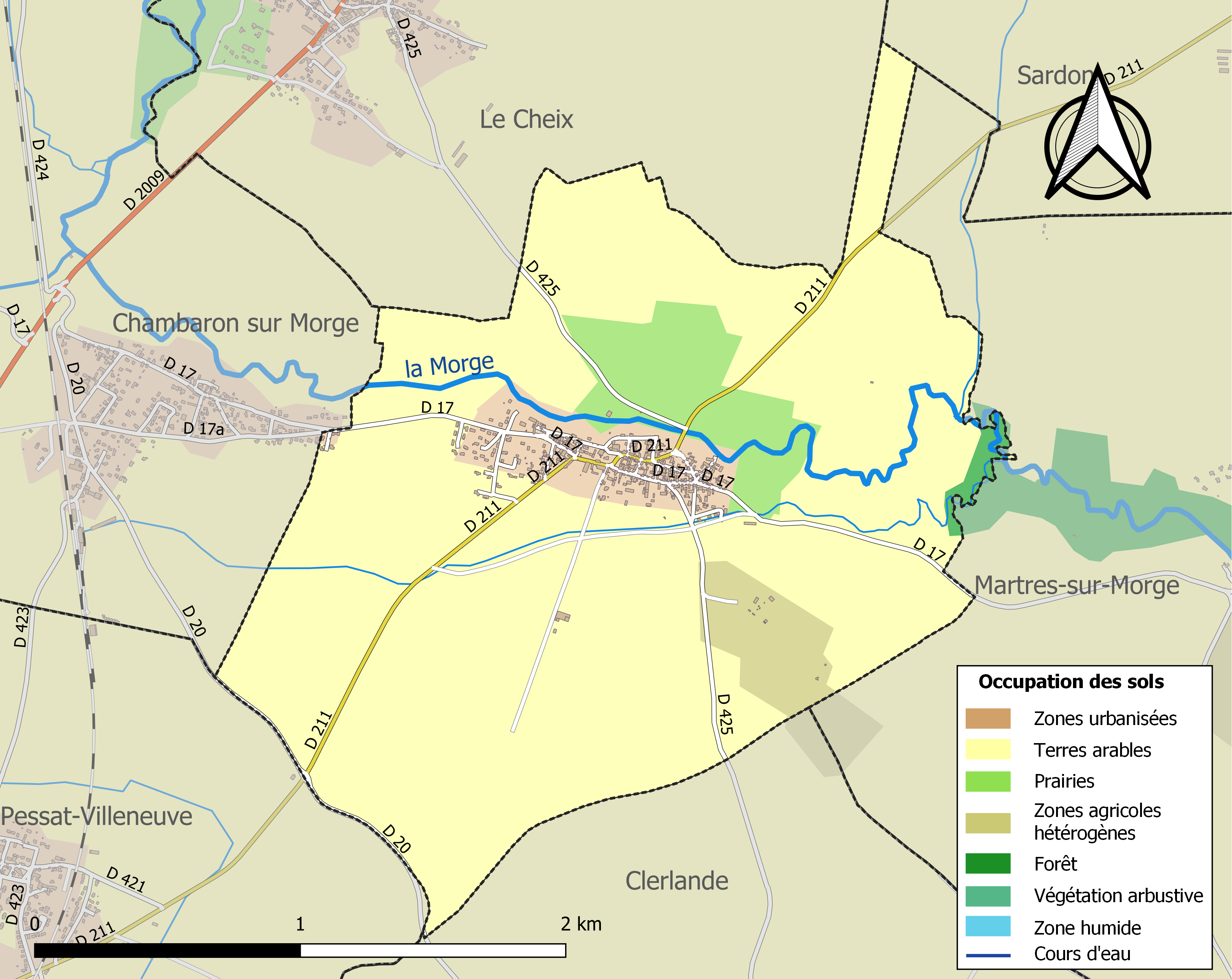
Carte des infrastructures et de l'occupation des sols de la commune en 2018 (CLC).

### Logement
En 2013, la commune comptait 178 logements, contre 162 en 2008. Parmi ces logements, 90,3 % étaient des résidences principales, 4,6 % des résidences secondaires et 5,1 % des logements vacants. Ces logements étaient pour 98,3 % d'entre eux des maisons individuelles et pour 1,1 % des appartements.
La proportion des résidences principales, propriétés de leurs occupants était de 91,1 %, en hausse sensible par rapport à 2008 (90,8 %). Il n'existe aucun logement HLM loué vide.

### Voies de communication et transports
Varennes-sur-Morge est traversée par la route départementale 211 reliant Riom (à 8 km) et Pessat-Villeneuve (à 3 km) au sud-ouest, à Sardon (3 km), Thuret (7 km), Randan (17 km) et Vichy (31 km). Elle croise la D 17, reliant à l'ouest Pontmort, hameau de l'ancienne commune de Cellule, commune déléguée de Chambaron sur Morge, et Martres-sur-Morge, Ennezat et Maringues à l'est, ainsi que la D 425, reliant Le Cheix au nord à Clerlande au sud.

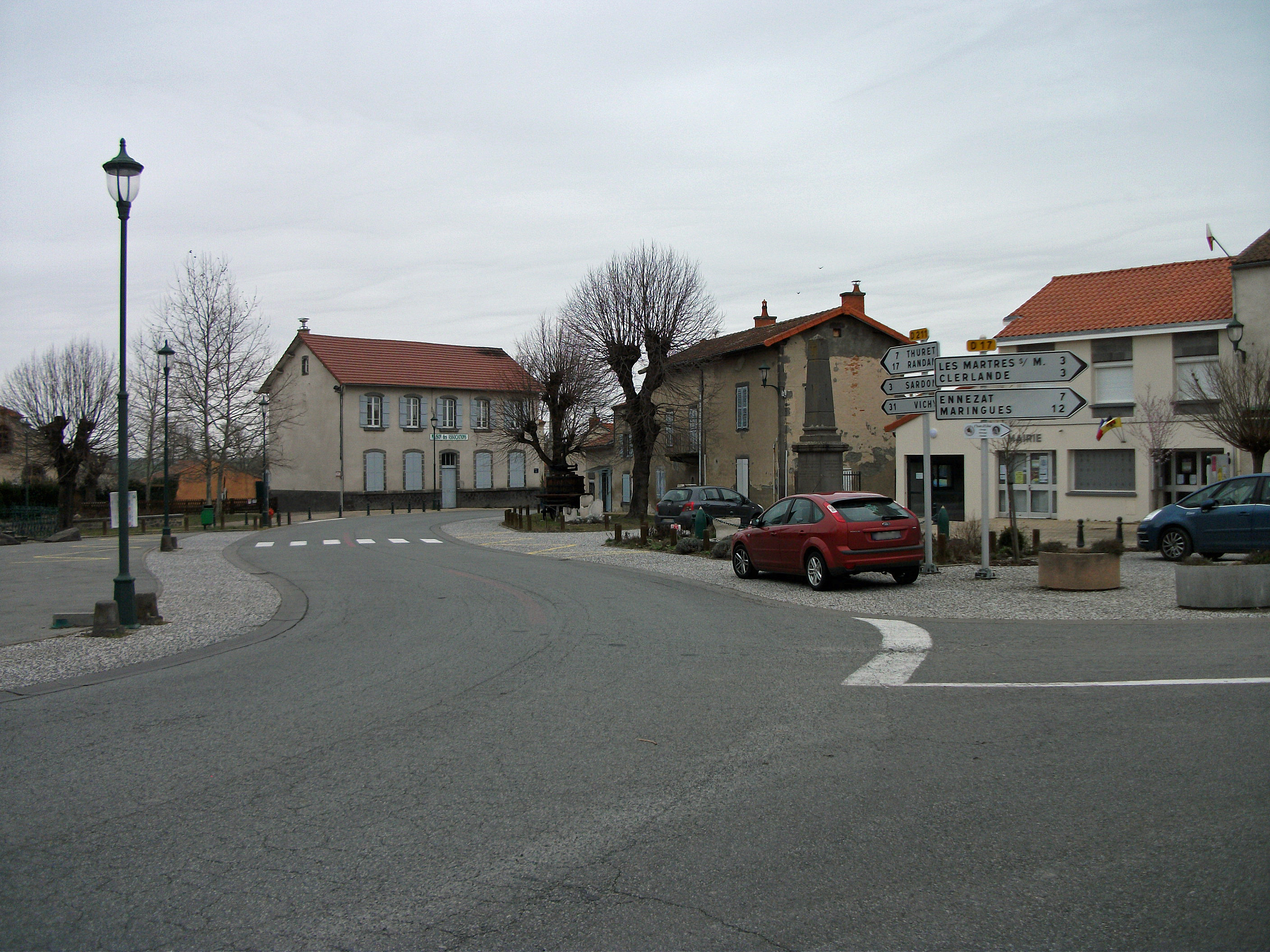
D 211 en direction de Thuret, Randan et Vichy.
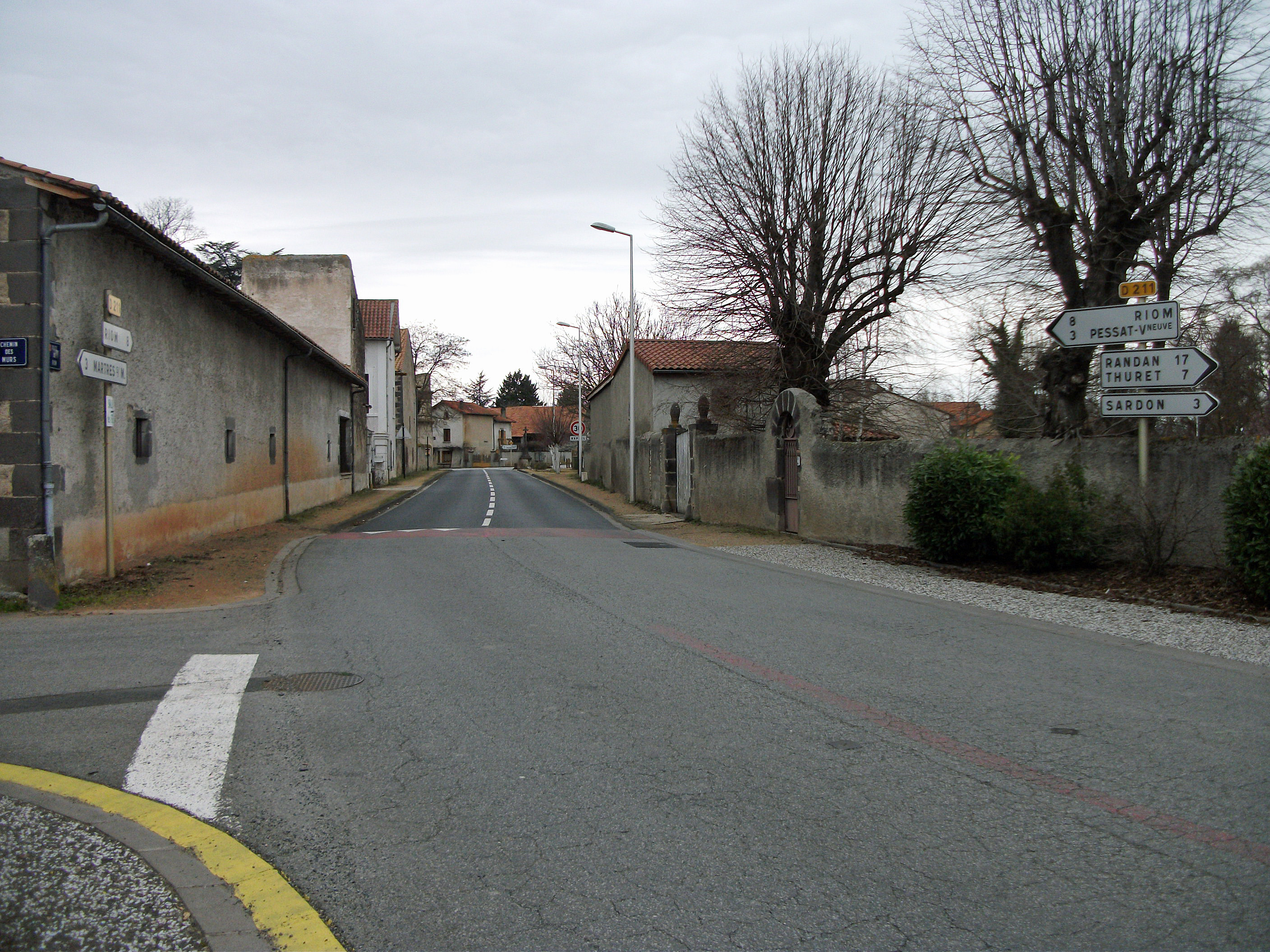
D 211 en direction de Riom.
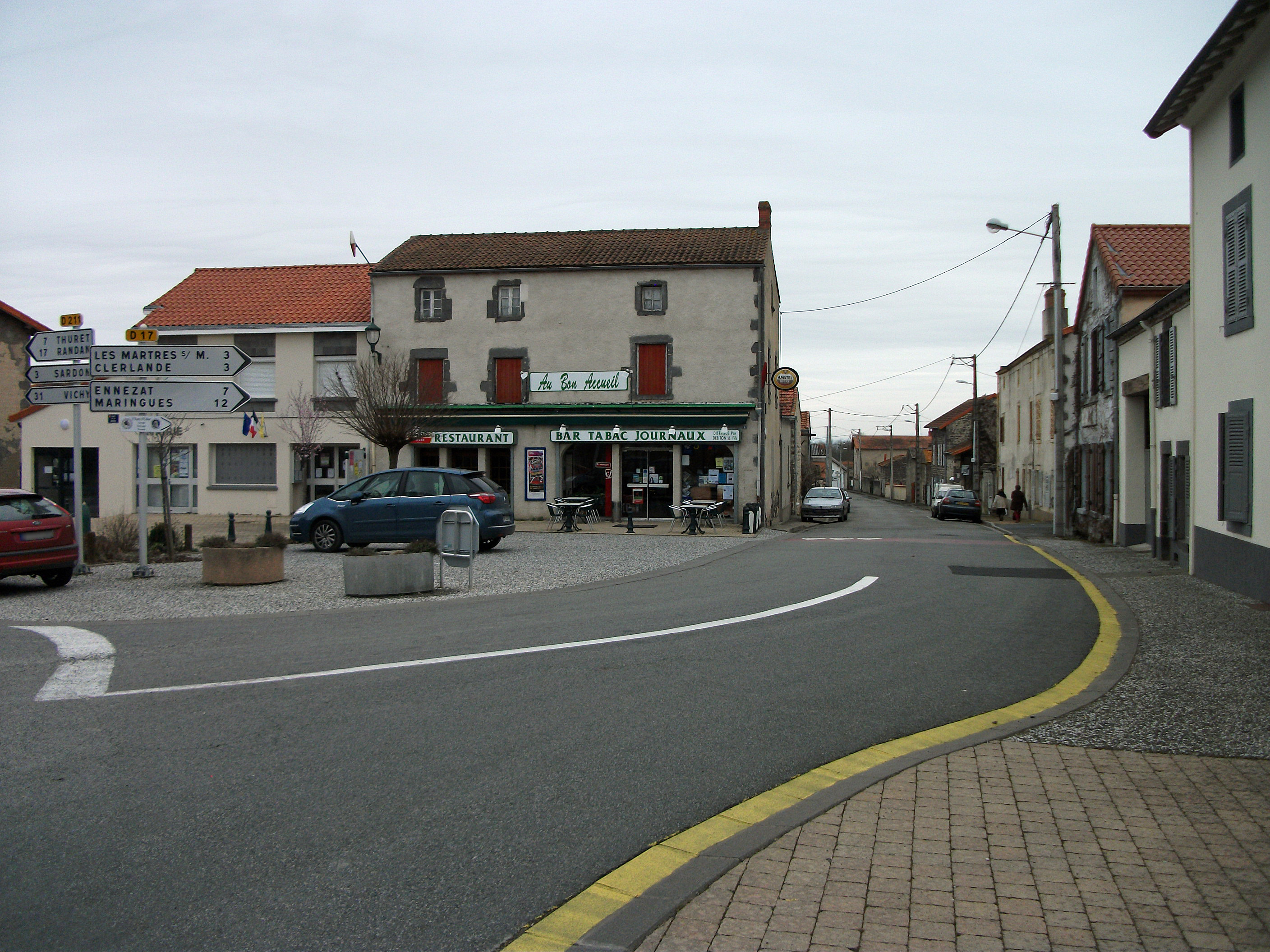
D 17 en direction d'Ennezat et de Maringues.

Varennes-sur-Morge est desservie par le transport à la demande du réseau RLV Mobilités permettant aux usagers de rejoindre Ennezat, Riom ou tout autre point d'arrêt de la zone TAD 2 couvrant les communes de l'est de la communauté d'agglomération.

## Politique et administration

### Découpage territorial
Sur le plan administratif, Varennes-sur-Morge dépendait du district de Riom puis de l'arrondissement de Riom depuis 1801, et du canton d'Ennezat de 1793 à mars 2015 ; à la suite du redécoupage des cantons du département, la commune est rattachée au canton d'Aigueperse.

### Liste des maires
| Période                                  | Période                         | Identité       | Étiquette | Qualité                                                                        |
| ---------------------------------------- | ------------------------------- | -------------- | --------- | ------------------------------------------------------------------------------ |
| Les données manquantes sont à compléter. |                                 |                |           |                                                                                |
| 1945                                     | 1971                            | Joseph Dixmier | CNIP      | Exploitant agricole Député (1946-1962)                                         |
| 2008                                     | 2020                            | Annick Davayat | PS        | 2e vice-présidente de la communauté de communes de Limagne d'Ennezat (en 2016) |
| 2020                                     | En cours (au 19 septembre 2020) | Didier Michel  |           | Retraité informatique                                                          |

## Population et société

### Démographie

#### Évolution démographique
L'évolution du nombre d'habitants est connue à travers les recensements de la population effectués dans la commune depuis 1793. Pour les communes de moins de 10 000 habitants, une enquête de recensement portant sur toute la population est réalisée tous les cinq ans, les populations de référence des années intermédiaires étant quant à elles estimées par interpolation ou extrapolation. Pour la commune, le premier recensement exhaustif entrant dans le cadre du nouveau dispositif a été réalisé en 2005.

En 2022, la commune comptait 432 habitants, en évolution de +7,46 % par rapport à 2016 (Puy-de-Dôme : +2,1 %, France hors Mayotte : +2,11 %).
| 1793 | 1800  | 1806 | 1821 | 1831  | 1836  | 1841  | 1846  | 1851  |
| ---- | ----- | ---- | ---- | ----- | ----- | ----- | ----- | ----- |
| 641  | 1 065 | 957  | 972  | 1 075 | 1 075 | 1 066 | 1 066 | 1 143 |

| 1856  | 1861  | 1866  | 1872 | 1876 | 1881 | 1886 | 1891 | 1896 |
| ----- | ----- | ----- | ---- | ---- | ---- | ---- | ---- | ---- |
| 1 178 | 1 118 | 1 091 | 491  | 491  | 487  | 466  | 440  | 410  |

| 1901 | 1906 | 1911 | 1921 | 1926 | 1931 | 1936 | 1946 | 1954 |
| ---- | ---- | ---- | ---- | ---- | ---- | ---- | ---- | ---- |
| 387  | 376  | 374  | 320  | 295  | 311  | 302  | 247  | 215  |

| 1962 | 1968 | 1975 | 1982 | 1990 | 1999 | 2005 | 2006 | 2010 |
| ---- | ---- | ---- | ---- | ---- | ---- | ---- | ---- | ---- |
| 213  | 206  | 207  | 261  | 282  | 297  | 348  | 372  | 402  |

| 2015 | 2020 | 2022 | - | - | - | - | - | - |
| ---- | ---- | ---- | - | - | - | - | - | - |
| 405  | 424  | 432  | - | - | - | - | - | - |

#### Pyramide des âges
En 2018, le taux de personnes d'un âge inférieur à 30 ans s'élève à 33,0 %, soit en dessous de la moyenne départementale (34,2 %). De même, le taux de personnes d'âge supérieur à 60 ans est de 21,9 % la même année, alors qu'il est de 27,9 % au niveau départemental.
En 2018, la commune comptait 205 hommes pour 206 femmes, soit un taux de 50,12 % de femmes, légèrement inférieur au taux départemental (51,59 %).
Les pyramides des âges de la commune et du département s'établissent comme suit.
| Hommes | Classe d’âge | Femmes |
| ------ | ------------ | ------ |
| 0,0    | 90 ou +      | 0,0    |
| 8,1    | 75-89 ans    | 6,6    |
| 16,1   | 60-74 ans    | 13,1   |
| 25,1   | 45-59 ans    | 28,2   |
| 17,1   | 30-44 ans    | 19,7   |
| 14,2   | 15-29 ans    | 16,4   |
| 19,4   | 0-14 ans     | 16,0   |

| Hommes | Classe d’âge | Femmes |
| ------ | ------------ | ------ |
| 0,7    | 90 ou +      | 2,1    |
| 7,4    | 75-89 ans    | 10,2   |
| 17,7   | 60-74 ans    | 18,6   |
| 20,2   | 45-59 ans    | 19,2   |
| 18,4   | 30-44 ans    | 17,4   |
| 18,6   | 15-29 ans    | 17,2   |
| 17     | 0-14 ans     | 15,3   |

### Enseignement
Varennes-sur-Morge dépend de l'académie de Clermont-Ferrand. Il n'existe aucune école.
Les élèves de la commune poursuivent leur scolarité à Riom, au collège Jean-Vilar, puis au lycée Virlogeux (pour les filières générales et STMG) ou Pierre-Joël-Bonté (pour la filière STI2D).

## Économie

### Emploi
En 2013, la population âgée de quinze à soixante-quatre ans s'élevait à 272 personnes, parmi lesquelles on comptait 81,6 % d'actifs dont 75,7 % ayant un emploi et 6 % de chômeurs.
On comptait 25 emplois dans la zone d'emploi. Le nombre d'actifs ayant un emploi résidant dans la zone étant de 206, l'indicateur de concentration d'emploi est de 12,2 %, ce qui signifie que la commune offre moins d'un emploi par habitant actif.
184 des 206 personnes âgées de quinze ans ou plus (soit 89,1 %) sont des salariés. 6,9 % des actifs travaillent dans la commune de résidence.

### Agriculture
Au recensement agricole de 2010, la commune comptait quatre exploitations agricoles. Ce nombre est en nette diminution par rapport à 2000 (9) et à 1988 (16). La commune était orientée dans.
La superficie agricole utilisée sur ces exploitations était de 227 hectares en 2010, dont 226 ha sont allouées aux terres labourables.

### Entreprises
Au 1er janvier 2014, Varennes-sur-Morge comptait dix-sept entreprises : une dans l'industrie, quatre dans la construction, onze dans le commerce, les transports et les services divers et une dans le secteur administratif.
En outre, elle comptait dix-neuf établissements.

### Commerce et services
La base permanente des équipements de 2015 recense un magasin d'électroménager et de matériel audio-vidéo.

### Tourisme
Au 1er janvier 2016, la commune ne comptait aucun hôtel, camping ou autre hébergement collectif.

## Culture locale et patrimoine

### Lieux et monuments

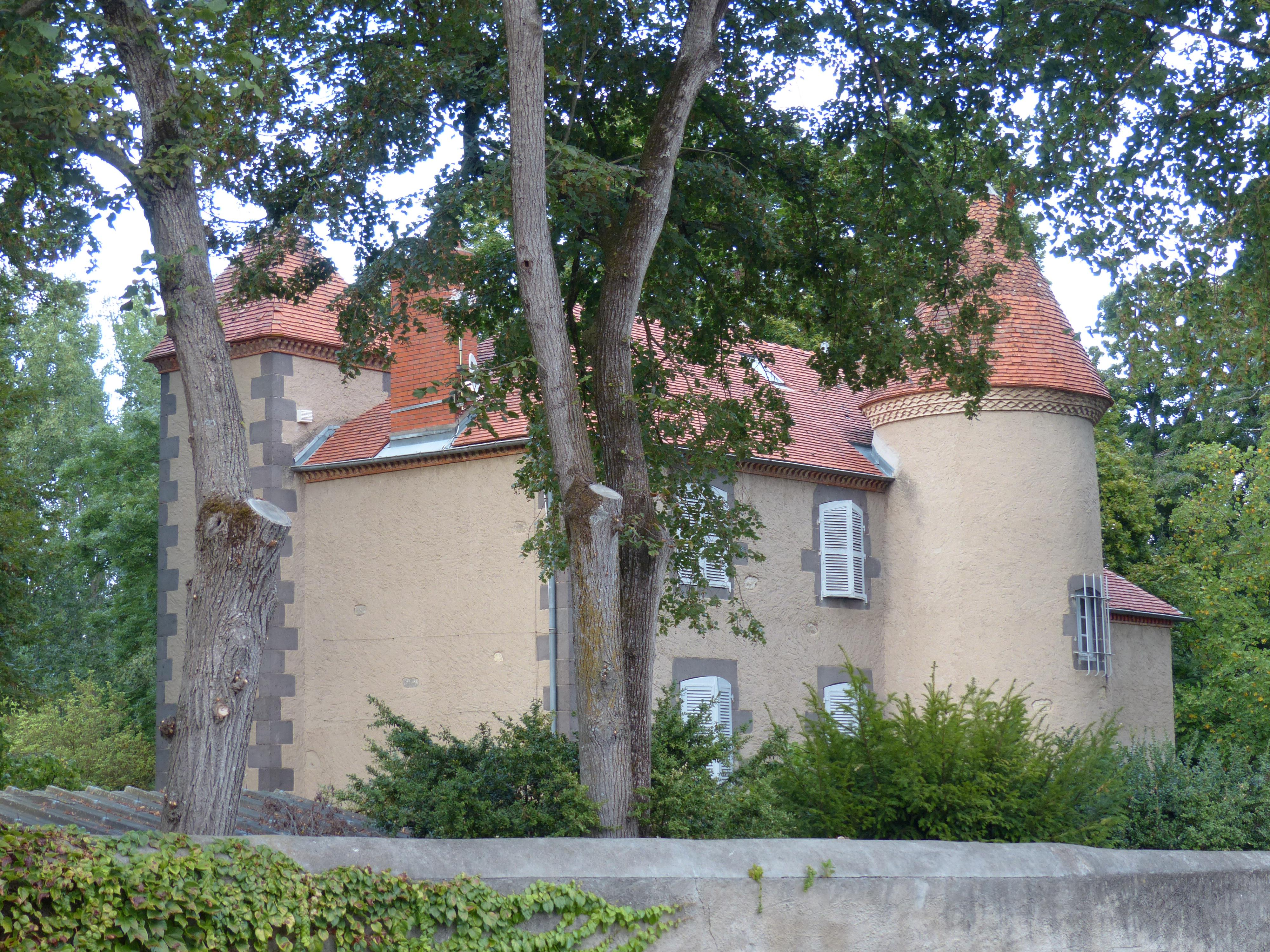
Château de Bénistant ou de la Roche.

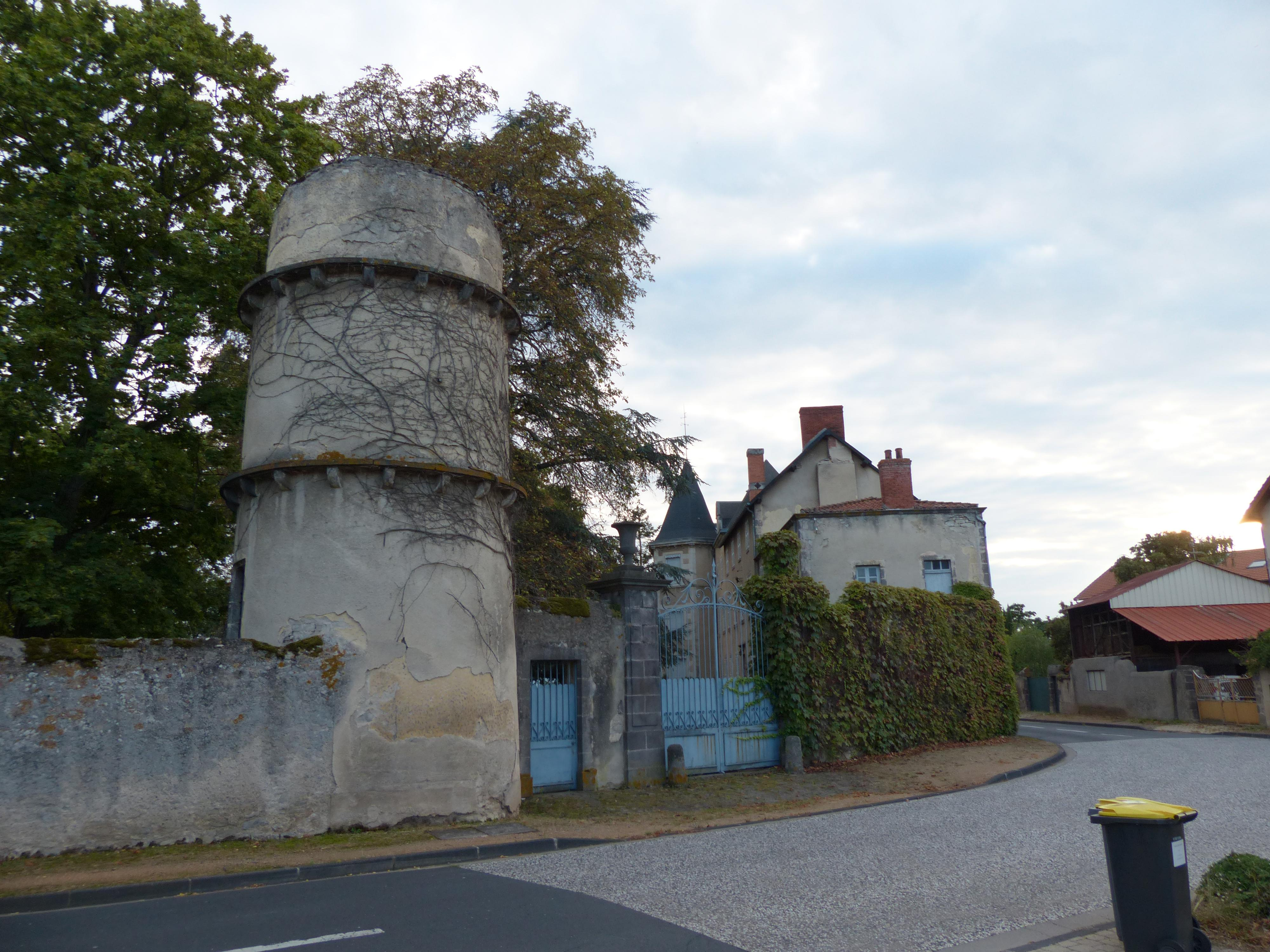
Château de Varennes.

- Église Saint-Martin, des XIIe et XIIIe siècles, inscrite aux monuments historiques en 2003[33]. L'intérieur présente des décors peints qui ont été récemment restaurés. Elle possède deux objets classés aux monuments historiques : la cloche de 1758, classée en 1917[34], et le lutrin de 1775, classé en 1908[35], ainsi qu'une pietà en bois doré du XVIIe siècle.
- Château de la Roche, anciennement appelé château de Bénistant. Il était le siège de la seigneurie de Bénistant, qui s'étendait sur Varennes et Clerlande et qui appartenait à la veille de la Révolution à la famille Soubrany, famille de magistrats de la sénéchaussée d'Auvergne et siège présidial de Riom. Le château est constitué d'un corps de logis rectangulaire, auquel sont accolées deux tours quadrangulaires sur une façade et une tour circulaire sur la façade opposée.
- Château de Varennes. Il a appartenu au général baron Simmer, qui le tenait par mariage de la famille Tournadre de Noaillat, famille de magistrats de Clermont et Riom.
- Entraves à bestiaux, qui servaient au ferrage des bœufs et des chevaux.

### Personnalités liées à la commune
- François Martin Valentin Simmer (1776-1847), général français de la Révolution et de l’Empire est enterré dans le cimetière de Varennes-sur-Morge.